# مک (اوهایو)
مک (به انگلیسی: Mack) یک منطقهٔ مسکونی در ایالات متحده آمریکا است که در شهرستان همیلتون، اوهایو واقع شده‌است. مک ۲۴٫۰ کیلومتر مربع مساحت و ۱۱٬۵۸۵ نفر جمعیت دارد و ۲۷۷٫۰۷ متر بالاتر از سطح دریا واقع شده‌است.